# Carlos Relvas

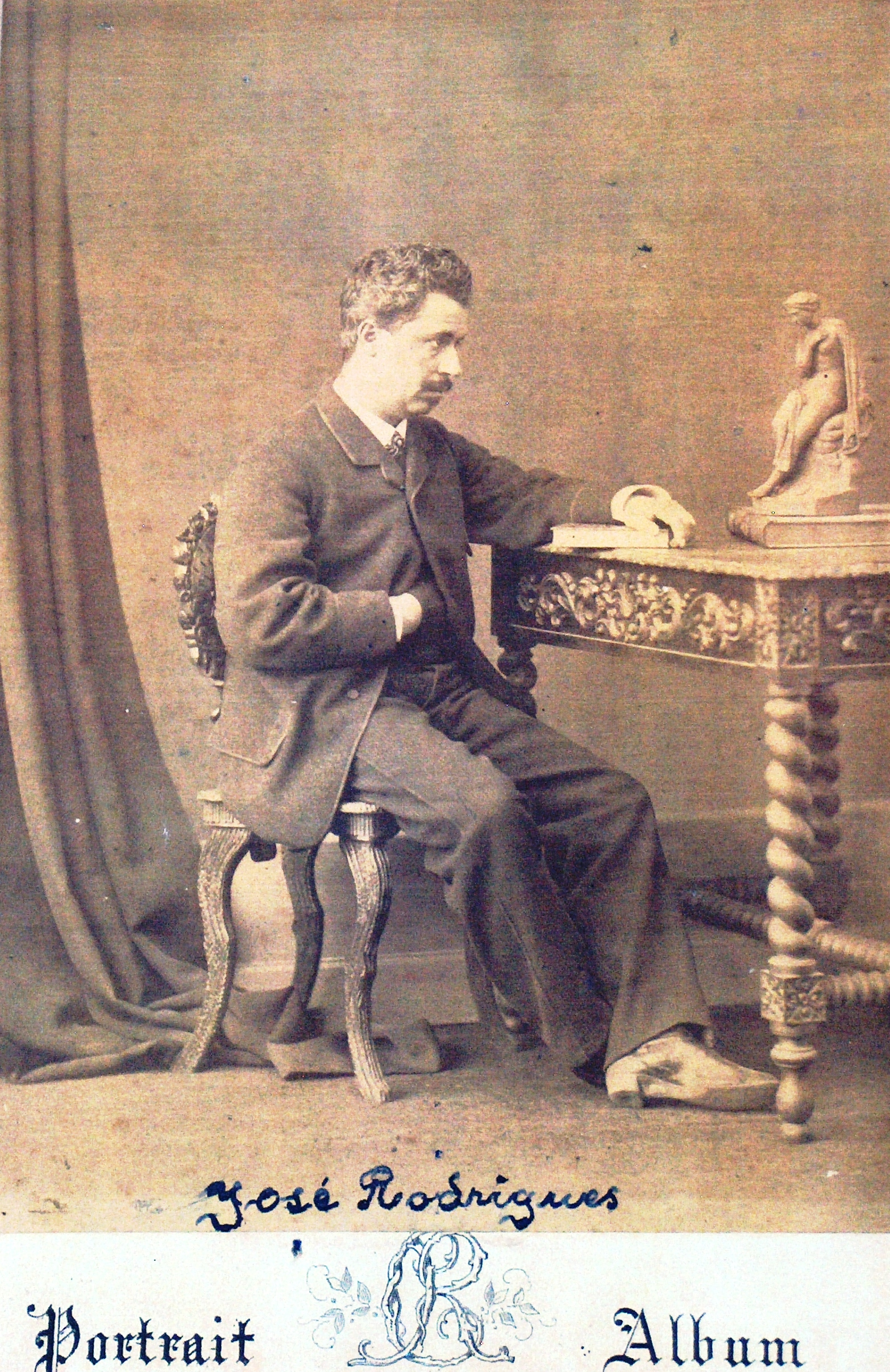
O artista José Rodrigues fotografado por Carlos Relvas.

Carlos Augusto de Mascarenhas Relvas de Campos (Golegã, 13 de novembro de 1838 – Golegã, 23 de Janeiro de 1894) foi um lavrador, desportista, toureiro amador e fotógrafo português.

## Biografia
Proprietário ribatejano, Carlos Relvas herdou de seu pai, José Farinha Relvas de Campos, terras férteis e uma casa de habitação na Golegã.
Assumiu a empresa familiar, promovendo a aplicação dos processos e instrumentos agrícolas nessa época adoptados nos países economicamente mais desenvolvidos da Europa.
Exímio cavaleiro e toureiro amador, lidando toiros a pé e a cavalo, atirador de pistola e de carabina e jogador de pau, de florete e de sabre; ficaria conhecido, no país e no estrangeiro, como um dos pioneiros da Fotografia.
Neste âmbito, encontra-se colaboração da sua autoria na revista O Occidente (1878-1915), e também, publicada a título póstumo, no semanário Branco e Negro (1896-1898) e ainda no Boletim Fotográfico (1900-1914).
Relvas foi membro da Sociedade Francesa de Fotografia e recebeu os seguintes prémios de fotografia:
- Medalha do Progresso (Viena de Áustria, 1873)
- Medalha de prata (Madrid, 1873)
- Medalha de prata (Sociedade Fotográfica, de Viena de Áustria, 1875)
- Medalha (Filadélfia, 1876)
- Primeiro prémio (Cruz de Bronze dourado) (Exposição de Amesterdão, 1876)
- Medalha de ouro (Exposição hortícola do Palácio de Cristal do Porto, 1877)
- Medalha de ouro na Exposição da União Central das Artes decorativas, no palácio da Industria, de Paris.

Em 1876 inaugura o seu segundo atelier, a Casa-Estúdio Carlos Relvas.

## Família
Casado em primeiras núpcias com D. Margarida Amália Mendes de Azevedo e Vasconcelos Deste casamento teve quatro filhos, entre os quais se destacou como figura pública o político republicano José Relvas.